# Dolichostyrax basispinosus
Dolichostyrax basispinosus là một loài bọ cánh cứng trong họ Cerambycidae.